# Green Bay Packers 1953
La stagione 1953 dei Green Bay Packers è stata la 33ª della franchigia nella National Football League. La squadra, allenata da Gene Ronzani, ebbe un record di 2-9-1, terminando sesta nella Western Conference.
Il capo-allenatore al quarto anno Ronzani allenò la squadra per le prime dieci partite, prima di dimettersi dopo la sconfitta nel giorno del Ringraziamento contro i Detroit Lions, in una gara trasmessa in diretta televisiva nazionale. Fu la sua ottava sconfitta contro i Lions in quattro stagioni; Ray McLean e Hugh Devore co-allenarono la squadra per le restanti due partite, entrambe sconfitte.
Fu l'unico cambio di allenatore durante la stagione dei Packers fino al 2018. Fu anche la prima stagione nel recentemente completato Milwaukee County Stadium.

## Roster
| Roster dei Green Bay Packers nel 1953 |
| --- |
| Quarterback - Babe Parilli - Tobin Rote Running Back - Byron Bailey - Don Barton - J.R. Boone - Al Carmichael - Fred Cone - Larry Coutre - Gib Dawson - Howie Ferguson - Johnny Papit - Floyd Reid Wide Receiver - Billy Howton - Bob Mann - Clive Rush Tight End {{{te}}} Offensive Linemen - William Afflis - Buddy Brown - Gus Cifelli - Dick Logan - Jim Ringo - Steve Ruzich - Dave Stephenson - Len Szafaryn Defensive Linemen - Carlton Elliott - Dave Hanner - George Hays - John Martinkovic - Howie Ruetz - Dick Wildung Linebacker - Bill Forester - Bob Forte - Deral Teteak - Clayton Tonnemaker - Roger Zatkoff Defensive Back - Ben Aldridge - Bobby Dillon - Marvin Johnson - Ace Loomis - Dan Sandifer - Val Joe Walker Special Team {{{st}}} |
| Legenda - I rookie sono in corsivo. - Il primo ruolo è il principale mentre gli eventuali successivi indicano i ruoli secondari. - (IR) sta per Injured Reserve ed indica la lista ristretta per un solo giocatore infortunato che può tornare ad allenarsi dopo la settimana 6 e a rientrare in prima squadra dopo che questa ha giocato 8 partite. - (NF-Inj.) / (NF-Ill.) stanno rispettivamente per Non-Football Injured e Non-Football Illness ed indicano le liste dove viene inserito un giocatore che ha un infortunio o una malattia non dipendente dal football americano. - (PUP) sta per Physically Unable to Perform ed indica la lista dove viene inserito un giocatore mentre è in attesa di recuperare la condizione fisica. Nella stagione regolare dopo la sesta partita giocata dalla propria squadra, il giocatore ha tempo tre settimane per riprendere ad allenarsi, più tre settimane aggiuntive dal suo rientro agli allenamenti per rientrare in prima squadra. |

## Calendario
| Stagione regolare |              |                        |           |        |                               |          |
| Turno             | Data         | Avversario             | Risultato | Record | Stadio                        | Pubblico |
| 1                 | 27 settembre | Cleveland Browns       | S 27–0    | 0–1    | Milwaukee County Stadium      | 22,604   |
| 2                 | 4 ottobre    | Chicago Bears          | S 17–13   | 0–2    | City Stadium                  | 24,835   |
| 3                 | 11 ottobre   | Los Angeles Rams       | S 38–20   | 0–3    | Milwaukee County Stadium      | 23,353   |
| 4                 | 18 ottobre   | Baltimore Colts        | V 37–14   | 1–3    | City Stadium                  | 18,713   |
| 5                 | 24 ottobre   | at Pittsburgh Steelers | S 31–14   | 1–4    | Forbes Field                  | 22,918   |
| 6                 | 31 ottobre   | at Baltimore Colts     | V 35–24   | 2–4    | Memorial Stadium              | 33,797   |
| 7                 | 8 novembre   | at Chicago Bears       | P 21–21   | 2–4–1  | Wrigley Field                 | 39,889   |
| 8                 | 15 novembre  | Detroit Lions          | S 14–7    | 2–5–1  | City Stadium                  | 20,834   |
| 9                 | 22 novembre  | San Francisco 49ers    | S 37–7    | 2–6–1  | Milwaukee County Stadium      | 16,378   |
| 10                | 26 novembre  | at Detroit Lions       | S 34–15   | 2–7–1  | Briggs Stadium                | 52,607   |
| 11                | 6 dicembre   | at San Francisco 49ers | S 48–14   | 2–8–1  | Kezar Stadium                 | 31,337   |
| 12                | 12 dicembre  | at Los Angeles Rams    | S 33–17   | 2–9–1  | Los Angeles Memorial Coliseum | 23,069   |

## Classifiche
| NFL Western Conference |    |   |   |      |       |     |     |     |
|                        | V  | S | P | %    | DIV   | PF  | PS  | STR |
| Detroit Lions          | 10 | 2 | 0 | .833 | 8–2   | 271 | 205 | V6  |
| San Francisco 49ers    | 9  | 3 | 0 | .750 | 8–2   | 372 | 237 | V4  |
| Los Angeles Rams       | 8  | 3 | 1 | .727 | 7–3   | 366 | 236 | V2  |
| Chicago Bears          | 3  | 8 | 1 | .273 | 2–7–1 | 218 | 262 | S2  |
| Baltimore Colts        | 3  | 9 | 0 | .250 | 2–8   | 182 | 350 | S7  |
| Green Bay Packers      | 2  | 9 | 1 | .182 | 2–7–1 | 200 | 338 | S5  |

Nota:  i pareggi non venivano conteggiati ai fini della classifica fino al 1972.